# 永定军
永定军，北宋时设置的军。
景德元年（1004年），改宁边军置，治所在博野县（今河北省蠡县）。辖境相当今河北省蠡县、博野县等地。天圣七年（1029年），改为永宁军。